# تاكاكو دوي
تاكاكو دوي (باليابانية: 土井 たか子) ‏ (مواليد 30 نوفمبر 1928 – 20 سبتمبر 2014) هي سياسيَّة يابانية برزت على الساحة السياسية خلال الفترة الممتدة من عام 1980 حتى تقاعدها عام 2005. تعدّ دوي أول امرأة تتولى منصب رئاسة مجلس النواب في اليابان، وهو أعلى منصب تتولاه سياسيَّة في تاريخ البلاد الحديث.

## السيرة المهنية

### السنوات الأولى
ولِدت «تاكاكو دوي» في محافظة هيوغو وتخرجت من جامعة دوشيشا حيث تخصصت بدراسة الحقوق. اُنتخِبت عضواً في مجلس النواب وهو المجلس الأدنى للبرلمان الياباني عن الحزب الاشتراكي الياباني عام 1969، لتُمَثِّلَ المقاطعة الثانية في محافظة هيوغو. قضت سنواتها العشرة الأولى في مجلس النواب على الهامش، بيد أنها برزت على المستوى الوطني ولفتت الأنظار إليها عام 1980 بعد انتقادها لمعاملة اليابان الغير منصفة بحق المرأة، وتحديداً انتقادها لشهادات التدبير المنزلي التي كانت مخصوصة فقط بالنساء، بالإضافة لانتقادها لقانون التسجيل العائلي الذي هيمن عليه الآباء. ومارست «تاكاكو دوي» ضغوطاً على البرلمان حتى وقَّع على اتفاقية القضاء على جميع أشكال التمييز ضد المرأة عام 1985.
أصبحت دوي نائبة رئيس الحزب الاشتراكي الياباني عام 1984، وغدت أول زعيمة شعبة حزب سياسي في التاريخ الياباني حيث ترأست شعبة السياسة المركزية في الحزب الاشتراكي عام 1986. حصل الحزب الاشتراكي الياباني على عدد قياسي من المقاعد عام 1990 حيث فاز بـ136 مقعداً في مجلس النواب، وكان للشعبية التي حظيت بها دوي دور في ذلك، إلَّا أنها استقالت من منصبها الحزبي عام 1991 على ضوء حرب الخليج الثانية.
لم يستطع أي حزب الحصول على الغالبية في مجلس النواب عام 1994، وتسلَّم الحزب الاشتراكي مهمة تشكيل حكومة ائتلاف. وأصبح زعيم الحزب تومي-إتشي موراياما رئيساً للوزراء. ولكن انهار الائتلاف عام 1996 عقب الهزيمة الانتخابية الني مُني بها الحزب الاشتراكي في وقتٍ لاحق من ذاك العام، وفي تلك الأثناء، عادات دوي لتتسلم زعامة الحزب.

### زعيمةً للحزب
كانت دوي إحدى الشخصيات السياسية المعارضة التي لاقت شعبية إلى حدٍ كبير، ولكنها شهدت خلال زعامتها للحزب ما أصابه من تداعي وانهيار أمام أم عينيها. وكان من أهم القرارات التي اتخذتها هو تغيير اسم الحزب عام 1996 ليصبح «الحزب الاشتراكي الديمقراطي» لجعل الاسم أكثر اعتدالاً عبر إضافة كلمة «ديمقراطي» إلى كلمة «اشتراكي». وصرَّحت دوي أنها أرادت من ذلك تشكيل الاتجاه بالحزب لجعله يأخذ منحىً أكثر اعتدالاً، بالإضافة إلى زيادة إشراك مزيد من النساء في العملية السياسية. فكانت دوي مسؤولة عن تأهيل الكثير من الشابات ذوات خلفيات نشطة على المستوى الشعبي إلى الحزب من أمثال كيومي تسوجيموتو.
شكَّل أعضاء سابقين من الحزب الاشتراكي ومن أحزاب أخرى الحزب الديمقراطي الياباني عام 1998، وأصبح الحزب الاشتراكي الديمقراطي حزب معارضة من الدرجة الثالثة فقد تراجعت استمرت أعداده بالتراجع. وكان الحزب قد أصبح في عداد الأحزاب الصغيرة في وقت بروز أزمة المختطفين اليابانيين على يد كوريا الشمالية عام 2003. وقد انحدرت شعبية تاكاكو دوي بعد عرض ما كانت قد قالته لذوي وعائلات المخطوفين بأن «يتجاوزوا الأمر» على شاشات التلفاز اليابانية، بالإضافة إلى عرض تصريحات دوي التي كانت قد أدلت بها في العاصمة الكورية الشمالية بيونغيانغ سابقاً عام 1987 في عيد ميلاد الدكتاتور كم إل سونغ والتي تقول فيها: «إننا نحن أعضاء الحزب الاشتراكي الياباني نحترمُ النجاح المجيد لجمهورية كوريا الديمقراطية الشعبية تحت قيادة القائد العظيم كيم إل سونغ». اعتذرت دوي إلى العائلات وأدَّعت أن سلطات النظام الكوري الشمالي كانت تخدعها من البداية، ولكنها استقالت من منصب رئاسة الحزب بعد ذلك بفترة وجيزة. وقَّع مجموعة من السياسيين اليابانيين ومن بينهم دوي وناوتو كان وتومي-إتشي موراياما وساسة آخرين من الحزب الاشتراكي الياباني وحزب الكوميتو والاتحاد الديمقراطي الاشتراكي على عريضة عام 1989 موجَّهة إلى الرئيس الكوري الجنوبي حينذاك روو تاي وو يتلمَّسون فيها الإفراج عن الجواسيس الكوريين الشماليين ومنهم سين غوانغ-سو (신광수) الذي كان قد اختطف مواطناً يابانياً في شهر يونيو عام 1980.
خسرت دوي مقعدها المُنتخب مباشرةً في مجلس النواب في انتخابات عام 2003 ولكنها بقيت في المجلس لأنها فازت مقعداً بنظام التصويت النسبي، وخسرت هذا المقعد في انتخابات عام 2005.

## الوفاة
توفيت دوي عن عمر يناهز الـ85 عاماً في إحدى مستشفيات محافظة هيوغو بعد صراع طويل مع مرض ذات الرئة يوم 20 سبتمبر عام 2014.

## روابط خارجية
- تاكاكو دوي على موقع الموسوعة البريطانية (الإنجليزية)
- تاكاكو دوي على موقع مونزينجر (الألمانية)